# إدوارد بيتشر
إدوارد بيتشر (بالإنجليزية: Edward Beecher) هو محرر أمريكي، ولد في 27 أغسطس 1803 في إيست هامبتون في الولايات المتحدة، وتوفي في 28 يوليو 1895 في بروكلين في الولايات المتحدة.